# Sodreana
Sous-famille
Genre
Synonymes
- Zortalia Mello-Leitão, 1936
- Theliospelta Mello-Leitão, 1937
- Gertia Soares & Soares, 1946
- Annampheres Soares, 1979

Sodreana, unique représentant de la sous-famille des Sodreaninae, est un genre d'opilions laniatores de la famille des Gonyleptidae.

## Distribution
Les espèces de ce genre sont endémiques du Brésil. Elles se rencontrent dans les États de Rio de Janeiro, de São Paulo, du Paraná et de Santa Catarina.

## Liste des espèces
Selon World Catalogue of Opiliones (19/09/2021) :
- Sodreana bicalcarata (Mello-Leitão, 1936)
- Sodreana caipora Pinto-da-Rocha & Bragagnolo, 2011
- Sodreana curupira Pinto-da-Rocha & Bragagnolo, 2011
- Sodreana glaucoi Pinto-da-Rocha & Bragagnolo, 2011
- Sodreana granulata (Mello-Leitão, 1937)
- Sodreana hatschbachi (Soares & Soares, 1946)
- Sodreana inscripta (Mello-Leitão, 1939)
- Sodreana sodreana Mello-Leitão, 1922

## Publications originales
- Mello-Leitão, 1922 : « Some new Brazilian Gonyleptidae. » Annals and Magazine of Natural History, sér. 9, vol. 9, p. 329–348 (texte intégral).
- Soares & Soares, 1985 : « Opera Opiliologica Varia XXII. Opiliones Gonyleptidae. » Naturalia (São Paulo), vol. 10, p. 157–200.